# Onsen-gun (Ehime)
Onsen (jap. 温泉郡, Onsen-gun, deutsch: „Landkreis der heißen Quelle“) ist ein ehemaliger Landkreis (Gun) in der Präfektur Ehime in Japan. 
Am 1. Januar 2005 wurde der Landkreis im Rahmen einer Gemeindenzusammenlegung aufgelöst. Die Bevölkerungszahl betrug 2003 in den damaligen Städten Shigenobu, Kawauchi und Nakajima zusammen 40.690, die Fläche 248,73 km².
Der Landkreis Onsen lag zentral im heutigen Stadtgebiet von Matsuyama und war im japanischen Altertum, bis zum Ende der Heian-Zeit, unter dem Namen Yu no kōri (湯郡, dt. „Landkreis des heißen Wassers“) bekannt. Tatsächlich verdankt der Landkreis seinen Namen einer berühmten heißen Quelle, genannt Dōgo Onsen. Diese ist zugleich das älteste Thermalbad Japans (siehe auch: Matsuyama).